# Tracey Emin
Tracey Emin (Londen, 3 juli 1963) is een Brits kunstenares.
Emin werd geboren in de Londense wijk Croydon. Haar moeder was Engels, en haar vader Turks-Cypriotisch. Ze behoort tot de Young British Artists. Haar werk staat bekend als controversieel, maar ook als conceptueel en autobiografisch. Ze schildert, tekent, maakt beeldhouwwerken, doet aan fotografie en handwerken. Haar werk wordt internationaal geëxposeerd.

## Biografie
Emin studeerde tussen 1987 en 1989 schilderkunst aan het Royal College of Arts te Londen. In 2005 bracht ze een autobiografie uit, genaamd Strangeland. Sinds 2011 is ze verbonden aan de Royal Academy als docent. 

## Erkentelijkheden
In 1999 werd ze genomineerd voor de Turner Prize. 
In 2007 mocht ze het VK vertegenwoordigen op de Biënnale van Venetië.
In 2012 mocht ze de affiche voor de Olympische Spelen ontwerpen. 

## Kunstwerken (selectie)
- My bed
- The perfect place to grow[4]
- Everyone I have ever slept with 1963–1995
- I promise to love you
- The more of you the more I love you (2017), Amsterdam
- love and death (2018), neon-werk in station St. Pancras International Londen.